# Olesja Forševa
Olesja Aleksandrovna Krasnomovec-Forševa (rusko Олеся Александровна Красномовец-Форшева), ruska atletinja, * 8. julij 1979, Nižni Tagil, Sovjetska zveza.
Nastopila je na poletnih olimpijskih igrah leta 2004 ter osvojila srebrno medaljo v štafeti 4x400 m. Na svetovnih prvenstvih je v isti disciplini osvojila naslov prvakinje leta 2005, na svetovnih dvoranskih prvenstvih dva zaporedna naslova prvakinje v štafeti 4x400 m ter zlato in srebrno medaljo v teku na 400 m, na evropskih dvoranskih prvenstvih pa naslov prvakinje v štafeti 4x400 m in srebrno medaljo v teku na 400 m leta 2011.